# Сексуальное лечение
«Сексуальное лечение» (англ. Sexual healing) — эпизод 1401 (№196) сериала «Южный парк», премьера которого состоялась 17 марта 2010 года. Этот эпизод является первым в 14 сезоне сериала. Название отсылает к знаменитой песне Марвина Гэя с таким же названием.

## Сюжет
Лучшие учёные объединяются вместе, чтобы остановить недавний феномен богатых и успешных мужчин, которые внезапно захотели заниматься сексом со многими и многими женщинами. После проведенного обширного тестирования, обнаружилось, что Кайл, Баттерс и Кенни являются сексуально зависимыми. Их отправляют на специальные курсы для лечения в Институт изучения сексуальной зависимости доктора Кэйрна (англ. Karne Institute for Sex Addction).

## Смерть Кенни
Кенни умер после попытки аутоасфиксиофилии.

## Пациенты Института
Помимо Кайла и Баттерса, пациентами Института сексуальной зависимости также оказываются многие знаменитости, замешанные в сексуальных скандалах:
- Билл Клинтон
- Дэвид Духовны
- Майкл Дуглас
- Майкл Джордан
- Чарли Шин
- Дэвид Леттерман
- Билли Боб Торнтон
- Коби Брайант
- Тайгер Вудс
- Элиот Спитцер
- Бен Рётлисбергер

## Отзывы
Эпизод получил в целом смешанные отзывы. Билл Харрис из Toronto Sun похвалил своевременность эпизода, который, по его словам, сохранял актуальность «Южного парка» на протяжении 14 сезонов. Харрис похвалил этот эпизод за то, что он затронул более широкую проблему того, как сексуальные действия среди знаменитостей анализируются СМИ и общественностью. Билл Браунштейн из Canwest News Service назвал эпизод "абсолютно яркой и своевременной сатирой" на Вудса и сексуальную зависимость. CNN назвал сатиру Вудса "блестящей" и значительным улучшением по сравнению с серией «Мёртвые знаменитости», которая также включала несколько камео с пародиями на знаменитостей. Рецензия также сочла концовку эпизода "довольно весёлой шуткой", когда Стэну и Картману наскучила их видеоигра, поскольку она была сосредоточена на гольфе, а не на сексуальных скандалах и драках.